# Juan Zumarraga
Juan Zumarraga  ili na španjolskom Juan de Zumárraga (1468. – 3. lipnja 1548.) bio je baskijsko-španjolski franjevački prelat i prvi biskup Meksika. 

## Podrijetlo i dolazak u Novu Španjolsku
Zumarraga je rođen u Durangu u pokrajini Biskaji, Kruna Kastilije, današnja Španjolska. Stupio je u franjevački red, a 1527. je bio kustos samostana Abrojo, gdje je primio Karla V. Ubrzo nakon toga imenovan je kao jedan od sudaca suda za suđenja vješticama u Baskiji. Od njegovih spisa čini da je promatrao vještice samo kao žene koje halucinaciniraju. Do tog vremena počeli su stizati detaljniji zapisi o važnosti osvajanja Hernána Cortésa, a 20. prosinca 1527., Zumarragu je Karlo V. preporučio za mjesto prvog biskupa Meksika. Bez da se zaredio i sa samo naslovom biskupa novoizabrani i zaštitnik Indijanaca, je, u pratnji Andrésa de Olmosa, napustio Španjolsku s prvim državnim službenicima, revizorima (oidores), krajem kolovoza 1528. i stigao u Meksiko 6. prosinca. Trinaest dana poslije, dva revizora, Alonso de Parada i Diego Maldonado, osobe od godina i iskustva, umrli su. Njihovi drugovi, Juan Ortiz de Matienzo i Diego Delgadillo, preuzeli su njihove ovlasti, koje su također bile zajedničke s Nuñom de Guzmánom, koji je došao iz svoga teritorija u dolini Pánuco. Njihova uprava je bila jedna od najkatastrofalnijih epoha u Novoj Španjolskoj i jedna od velikih poteškoća za Zumarragu.

## "Zaštitnik Indijanaca"
Biskup Zumarraga, kao zaštitnik Indijanaca, nastojao uzalud da ih brane. Njegov je stav bio kritičan; Španjolski monarhija nije definirana ni opseg njegove nadležnosti ni njegove dužnosti kao zaštitnik Indijanaca. Osim toga, nije dobio službenu posvetu kao biskup, pa nije bila u nepovoljnijem položaju kada je pokušao ostvariti svoj autoritet. Indijanci su se žalila njemu kao zaštitniku oko svakakvih problema, uključujući mučenja, silovanja i ubojstva.  Bilo je jasno da on mora imati otvoren sukob s civilnim dužnosnicima kolonije, oslanjajući se samo na duhovne povlastice, koje nisu imale puno utjecaja na te nemoralne i neprincipijelne ljudi. Neki pripadnici drugih vjerskih redova, možda zavidni zbog utjecaja franjevaca, podržavali su progone Indijanaca. Biskup Zumarraga pokušao obavijestiti španjolski sud o tijeku događaja, ali lukavih revizori su ustanovili uspješan sustav cenzure svih pisama i komunikacije iz Nove Španjolske. Konačno, jedan biskajski mornar skrio je jedno pismo u tortu od voska koju je bila uronjena u bačvu ulja.
U međuvremenu je u Meksiko stigla vijest da je Cortés je dobro primljen na španjolskom dvoru i trebao se vratiti u Novu Španjolsku. U strahu od posljedica, Nuno de Guzmán je napustio Mexico City 22. prosinca 1529., i započeo je svoju slavnu ekspediciju u Michoacán, Jalisco i Sinalou. Preostali revizori zadržali vlast i nastavili sa svojim zlodjelima. Početkom 1530. oni su izvukli svećenika i bivšeg slugu Cortésa iz crkve, raščetvorili ga i mučili njegovoga slugu. Biskup Zumarraga stavljen grad pod zabranu, a franjevci su se povukli u Texcoco. Na Uskrs je zabrana ukinuta, ali revizori su izopćeni na godinu dana. 15. srpnja 1530 Cortés, sada pod nazivom Glavni Kapetan General Nove Španjolske, stigao je u Vera Cruz. Kruna je imenovala nove revizore, među njima Sebastián Ramírez de Fuenleal, biskup Santo Domingo i odvjetnika Vasco de Quiroga, koji je kasnije postao prvi biskup Michoacána.
U prosincu iste godine, nova Audiencia, skup revizora, stigla je Meksiko, a s njima i doba mira za Zumarragu i Indijance. Matienzo i Delgadillo su poslani u Španjolsku kao zatvorenici, ali Nuno de Guzmán je pobjegao, bivajući odsutan u Sinaloi.
U međuvremenu klevete koje su raširli neprijatelji Zumarrage i lobisti prvih revizora uzdrmali su povjerenje španjolskog dvora te je odjedrio u svibnju 1532. nakon zapovijedi da se vrati u Španjolsku. Po dolasku sreo je svog neumoljivog neprijatelja Delgadilla, koji je, iako još uvijek pod optužnicom, nastavljao svoje klevete. Kao rezultat Delgadillovih optužbi, Karlo V.  je zadržavao bulu   Klementa VII, izvorno datiranu 2. rujna 1530., kojom se Zumarraga imenuje za biskupa. Zumarraga, međutim, nije imao puno poteškoća u obrani svogimena, te je u Valladolidu 27. travnja 1533. zaređen za biskupa. Nakon još godinu dana rada u Španjolskoj radi povoljnih uvjeta za Indijance, stigao je u Meksiku listopada 1534, u pratnji brojnih mehaničara i šest ženskih nastavnika za indijanske djevojke. On više nije držao titulu zaštitnika Indijanaca, jer je mislio da će se novi revizori suzdržavati od zloupotreba poput prethodnog režima. 14. studenoga 1535., s dolaskom prvog potkralja, Antonija de Mendoze, završila je vladavina novih revizora.

## Napori za pokštavanjem
Prema Motoliniji, broj krštenih Indijanaca u Meksiku godine 1536. bio je pet milijuna. Količina Indijanaca koji su tražili krštenje, koja se uvelike povećala nakon ukazanja Gospe od Guadalupe 1531., prisilili su misionare na usvajanje posebnog obrasca za primjenu tog sakramenta. Katekumeni su poredani, s djecom naprijed. Molitve su recitirane zajedničko preko svega, sol, sline, i sl., primijenjene na nekoliko, a onda se voda izlivala na glavu svakoga bez uobičajenog posvećenog ulja ili krizme. Praksi se nitko nije suprotstavljao dok su franjevci vodili misije, ali čim su počeli stizati pripadnici drugih vjerskih redova i neki svjetovni crkveni ljudi, počela se bacati sumnja na valjanost tih krštenja. Da bi razriješio spor biskup Zumarraga prijavio je slučaj Rimu, a 1. lipnja 1537. Papa Pavao III izdao je bulu "Altitudo divini consilii", u kojoj izjavljuje da fratri   nisu sagriješili davanjem krštenja u ovom obliku, ali je odlučeno da se u budućnosti ne bi trebao tako primjenjivati osim u slučaju hitne potrebe.
Druga poteškoća je nastala u vezi braka. Pred-kolumbijske religije su dopuštale poligamiju i uzimanja priležnica, a kada su se urođenici pokrštavali izbio je problem oko toga koje su zakonite žene a koje priležnice,i je li ijedan tih brakova je bio uopće važeći. Franjevci su znali da su neki obredi bili primijenjeni na određen skupove,  te su u nekim slučajevima, gdje je bio poželjno razvodu, trebali dobiti suglasnost nadležnih tijela, dok je u ostalim slučajevima suglasnost zainteresiranih strana bila dovoljna. Ovi običaji, tvrdili su, značili su da je bilo važećih brakova među Indijancima. Drugi su to poricali. Biskup Zumarraga je sudjelovao u svim tim razgovorima sve dok slučaj nije prijavljen Svetoj Stolici. Papa Pavao III je odlučio u Altitudo da bi pokršteni Indijanci trebali zadržati samo prvu ženu za suprugu.
Treća važna poteškoća ticala se položaja svjetovnih svećenika (ne-redeovnika) i njihovih privilegija. Papa Hadrijan VI. je 9. svibnja 1522., izdao bulu "Exponi nobis fecisti " za Karla V., u kojoj je prenesen svoj apostolski autoritet u svim pitanjima franjevcima i drugim prosjačkim redovima kad je c smatrano nužnim za obraćanje Indijanaca, osim u poslovima koja su zahtijevala biskupsku posvetu. Ova odredba pogodila je područja u kojima nije bilo biskupa, odnosno gdje je bilo potrebno dva ili više dana putovanja do jednog. Papa Pavao III. Potvrdio je bulu 15. siječnja 1535. Biskupi su smatrali da je njihov autoritet uvelike ograničen te je održan niz skupova u kojem je Zumarraga sa svojom uobičajenom razboritosti pokušao doći do razumijevanja sa svjetovnim svećenicima bez otvorenog sukoba s njima. Usvojene su razne izmjene uz njihovo odobrenje, pod uvjetom da to "ne će   štetiti privilegijama svjetovnih svećenika". Pitanje je, dakle, ostalo otvoreno. Godine 1535., biskup Zumarraga je dobio titulu i ovlasti o apostolskog inkvizitora biskupije Meksiko od glavnog inkvizitora, Álvara Manriquea, nadbiskupa Seville, uključujući i onu o isporuci zločinaca svjetovnim sudovima. On nikada nije koristio taj naslov i nije osnovao sud, iako je podigao prijavu prijavu i izručio kneza Texcoca, poznatog kao Don Carlos, optuženog da se "vratio idolopoklonstvu" i nudio ljudske žrtve.
Ti zakoni su izričito zabranjivali porobljavanja Indijanaca, poništili sve dotacije iz svih korporacija, crkvenih i svjetovnih, a od onih koji su bili potkraljevi, guverneri, ili zaposlenici bilo koje vrste; prethodna prava su umanjena; Indijanci su bili uzeti vlasnicima koji su ih zlostavljali; svi guverneri bili lišeni "encomendara" (sustava patenata koji je praktički bio porobljavanje Indijanaca); Vlasnici su bili prisiljeni živjeti na svojim posjedima; i na svim novootkrivenim područjima su bila onemogućena daljnja zauzimanja. Francisco de Tello Sandoval, ovlašten za provođenje novih zakona, stigao je u Meksiko 8. ožujka 1544.
Prema Motoliniji, broj krštenih Indijanaca u Meksiku godine 1536. bio je pet milijuna. Količina Indijanaca koji su tražili krštenje, koja se uvelike povećala nakon ukazanja Gospe od Guadalupe 1531., prisilili su misionare na usvajanje posebnog obrasca za primjenu tog sakramenta. Katekumeni su poredani, s djecom naprijed. Molitve su recitirane zajedničko preko svega, sol, sline, i sl., primijenjene na nekoliko, a onda se voda izlivala na glavu svakoga bez uobičajenog posvećenog ulja ili krizme. Praksi se nitko nije suprotstavljao dok su franjevci vodili misije, ali čim su počeli stizati pripadnici drugih vjerskih redova i neki svjetovni crkveni ljudi, počela se bacati sumnja na valjanost tih krštenja. Da bi razriješio spor biskup Zumarraga prijavio je slučaj Rimu, a 1. lipnja 1537. Papa Pavao III izdao je bulu "Altitudo divini consilii", u kojoj izjavljuje da fratri   nisu sagriješili davanjem krštenja u ovom obliku, ali je odlučeno da se u budućnosti ne bi trebao tako primjenjivati osim u slučaju hitne potrebe.
Druga poteškoća je nastala u vezi braka. Pred-kolumbijske religije su dopuštale poligamiju i uzimanja priležnica, a kada su se urođenici pokrštavali izbio je problem oko toga koje su zakonite žene a koje priležnice,i je li ijedan tih brakova je bio uopće važeći. Franjevci su znali da su neki obredi bili primijenjeni na određen skupove,  te su u nekim slučajevima, gdje je bio poželjno razvodu, trebali dobiti suglasnost nadležnih tijela, dok je u ostalim slučajevima suglasnost zainteresiranih strana bila dovoljna. Ovi običaji, tvrdili su, značili su da je bilo važećih brakova među Indijancima. Drugi su to poricali. Biskup Zumarraga je sudjelovao u svim tim razgovorima sve dok slučaj nije prijavljen Svetoj Stolici. Papa Pavao III. je odlučio u Altitudo da bi pokršteni Indijanci trebali zadržati samo prvu ženu za suprugu.
Treća važna poteškoća ticala se položaja svjetovnih svećenika (ne-redovnika) i njihovih privilegija. Papa Hadrijan VI. je 9. svibnja 1522., izdao bulu "Exponi nobis fecisti " za Karla V, u kojoj je prenesen svoj apostolski autoritet u svim pitanjima franjevcima i drugim prosjačkim redovima kad je c smatrano nužnim za obraćanje Indijanaca, osim u poslovima koja su zahtijevala biskupsku posvetu. Ova odredba pogodila je područja u kojima nije bilo biskupa, odnosno gdje je bilo potrebno dva ili više dana putovanja do jednog. Papa Pavao III. Potvrdio je bulu 15. siječnja 1535. Biskupi su smatrali da je njihov autoritet uvelike ograničen te je održan niz skupova u kojem je Zumarraga sa svojom uobičajenom razboritosti pokušao doći do razumijevanja sa svjetovnim svećenicima bez otvorenog sukoba s njima. Usvojene su razne izmjene uz njihovo odobrenje, pod uvjetom da to "ne će štetiti privilegijama svjetovnih svećenika". Pitanje je, dakle, ostalo otvoreno. Godine 1535., biskup Zumarraga je dobio titulu i ovlasti o apostolskog inkvizitora biskupije Meksiko od glavnog inkvizitora, Álvara Manriquea, nadbiskupa Seville, uključujući i onu o isporuci zločinaca svjetovnim sudovima. On nikada nije koristio taj naslov i nije osnovao sud, iako je podigao prijavu prijavu i izručio kneza Texcoca, poznatog kao Don Carlos, optuženog da se "vratio idolopoklonstvu" i nudio ljudske žrtve.
Ti zakoni su izričito   zabranjivali porobljavanja Indijanaca, poništili sve dotacije iz svih korporacija, crkvenih i svjetovnih, a od onih koji su bili potkraljevi, guverneri, ili zaposlenici bilo koje vrste; prethodna prava su umanjena; Indijanci su bili uzeti vlasnicima koji su ih zlostavljali; svi guverneri bili lišeni   "encomendara" (sustava patenata koji je praktički bio porobljavanje Indijanaca); Vlasnici su bili prisiljeni živjeti na svojim posjedima; i na svim novootkrivenim područjima su bila onemogućena daljnja zauzimanja. Francisco de Tello Sandoval, ovlašten za provođenje novih zakona, stigao je u Meksiko 8. ožujka 1544.
Najteže poteškoće su ga sustigle.  Oni koji su bili pogođeni novim zakonima bili su skoro svi Španjolci u koloniji, mnogi od njih daleko odmakli u godinama, koji su prošli kroz sve pokušaje iz razdoblja osvajanja, a koje bi novi zakoni ostavili u bijedi. To je prisililo biskupa Zumarragu da se kod Tella izmoli suspenziju naloga sve dok ih se ne sasluša pred španjolskim dvorom. Predstavnici kolonista našli su se pred carem, Karlom V., kod Mechlina, 20. listopada 1545. Na osnovi njihovih objašnjenja, on je modificirao opći tenor zakona, tako da, iako je i dalje ispravljao glavne zlouporabe, nije previše   išao nauštrb Španjolac u kolonijama. Kroz razboritim intervenciji biskupa Zumarraga i Tellovih usklađivanja, Meksiko je nesumnjivo bio spašen od krvavog građanskog rata poput onog što je zahvatio Peru oko provedbe tih istih zakona i iz kojeg položaj Indijanaca ispao još gori nego prije.

## Kasnije godine
Posljednje godine života biskupa Zumarrage bile su posvećen nastavljanju brojnih djela koje je poduzeo za dobrobit svoje biskupije. Među glavnima treba spomenuti: školu za indijanske djevojke; poznati Colegio de Santa Cruz u Tlatelolco; uvođenje prve tiskare u novi svijet; osniovanje raznih bolnica, posebno one iz Meksika i Vera Cruza; poticaj lpko ke je dao industriji, poljoprivredi i proizvodnji (manufakturi), za koje je on donio obučene mehaničare i radnike iz Španjolske; i tiskanje brojnih knjiga. Na poticaj cara, papa Pavao III. Odvojio je  (11. veljače 1546.)  (nad)biskupiju Meksika od one u Seville, te podignuo nadbiskupiju Mexico, imenujući biskupa Zumarragu kao prvog nadbiskupa i odredivši biskupije Oaxaca, Michoacán, Tlaxcala, Gvatemala i Ciudad Real de Chiapas, kao podređene. Bula o imenovanju poslana je 8. srpnja 1548., ali biskup Zumarraga umro mjesec dana ranije. 

## Vanjske poveznice
- https://en.wikisource.org/wiki/Catholic_Encyclopedia_%281913%29/Juan_de_Zum%C3%A1rraga